# Joan Walsh Anglund
Joan Walsh Anglund (3 janvier 1926 - 9 mars 2021) est une poètesse américaine, autrice et illustratrice de livres pour enfants. En 2014, elle avait vendu plus de 45 millions de livres dans le monde,.
En 2015, les services postaux des États-Unis émettent un timbre pour commémorer l'auteure et poète américaine Maya Angelou. Il y est inscrit une citation de Joan Walsh Anglund: "A bird doesn’t sing because it has an answer, it sings because it has a song" ( "Un oiseau ne chante pas parce qu'il a une réponse, il chante parce qu'il a une chanson") bien que le timbre semble l'attribuer à Angelou. La citation est tirée du livre de poèmes d'Anglund A Cup of Sun (1967).  Le président Obama a également attribué à tort la sentence à Angelou en 2013.

## Livres
- The Brave Cowboy, 1959
- Look out the Window, 1959
- A Friend Is Someone Who Likes You, 1958 - traduit sous le titre Un ami, c'est quelqu'un qui t'aime
- Love Is a Special Way of Feeling, 1960
- Christmas Is a Time of Giving, 1961
- Spring Is a New Beginning, 1963
- Childhood is a time of innocence, 1964
- Babies Are a Bit of Heaven, 2002
- Love Is the Best Teacher, 2004
- Faith Is a Flower, 2006 [5]